# 堀田正陳
堀田 正陳（ほった まさのぶ、宝永6年（1709年） - 宝暦3年10月4日（1753年10月29日））は、近江宮川藩の第3代藩主。堀田家宗家5代。
第2代藩主・堀田正朝の長男。母は板倉重常の娘。正室は正朝の兄・堀田正方の娘。継室は水谷勝比の娘。子に正邦（長男）、本多正命（次男、本多正安養子）、本多助友（三男、本多紀知養子）、脇坂安親（四男、脇坂安種養子）、屋代忠良（五男、屋代忠国養子）。官位は従五位下、出羽守、加賀守。
幼名は小太郎。三四郎。諱は正邦、正命とも。

## 経歴
享保4年（1719年）10月18日、父の死去により跡を継ぐ。享保6年（1721年）4月15日、将軍・徳川吉宗に拝謁する。享保8年12月18日（1724年1月13日）、従五位下・出羽守に叙任する。享保12年（1727年）2月28日、大坂加番を命じられる。大坂守衛のときに正陳の家臣が公金横領という不正を行なっている。
享保19年（1734年）8月28日、大番頭に就任する。延享2年（1745年）7月1日、若年寄に就任する。在任中の延享4年（1747年）8月15日、肥後熊本藩主・細川宗孝が正陳の従弟に当たる板倉勝該に暗殺されたため、連座で処罰を受けた。
寛延元年（1748年）10月15日、近江国内で3000石の加増を受けた。宝暦元年（1751年）6月20日、大御所徳川吉宗の死去により、若年寄を解任される。以降、雁の間詰めを命じられる。宝暦3年（1753年）10月4日、45歳で死去し、跡を長男の正邦が継いだ。墓所は東京都台東区の金蔵寺。

## 系譜
父母
- 堀田正朝（父）
- 板倉重常の娘（母）

正室、継室
- 堀田正方の娘（正室）
- 水谷勝比の娘（継室）

子女
- 堀田正邦（長男）生母は継室
- 本多正命[2]（次男）生母は継室
- 本多助友[3]（三男）生母は継室
- 脇坂安親[4]（四男）生母は継室
- 屋代忠良[5]（五男）